# 悠香
株式会社悠香（ゆうか）は、福岡県大野城市に本社を置く化粧品・医薬部外品製造会社。

## 会社概要
主として「茶のしずく石鹸」を、他にも化粧水・化粧下地などの各種化粧品・医薬部外品も製造販売している。
主力商品で茶の成分を配合したことを謳った石鹸、「茶のしずく石鹸」の販売で重篤な健康被害問題を引き起こした。なお、現在の商品（2010年12月8日以降販売分）には、当時健康被害の要因となった小麦由来成分は含まれていない。
2010年12月に、事業ごとに分社化し、グループ経営に移行している。
2022年11月、アリナミン製薬が全株式を取得し完全子会社化。

## 茶のしずく石鹸のアレルギー誘発問題
2005年から2010年に延べ約467万人に対して販売された「茶のしずく石鹸」約4650万個について、同製品に含有される小麦加水分解物により、小麦アレルギーを発症する事例（重傷者だけでも66人）が報告されており、厚生労働省は2010年10月に消費者に対し、加水分解コムギを使った石鹸全般に対する注意を発表した。
同社は、同年12月8日より小麦加水分解物を含有しない新製品の出荷と、同社のウェブサイトとダイレクトメールなどにより注意喚起と返品交換のお知らせを開始した。その後2011年5月20日に以前に出荷した旧製品の自主回収を開始した。旧製品を使用して呼吸困難や意識不明などのアナフィラキシー症状を発症する例も報告されており、国民生活センターは旧製品の使用中止を呼び掛けた。
なお、加水分解コムギ自体は化粧品等で広く使われている成分であるが、茶のしずく石鹸に含まれる加水分解コムギ「グルパール19S」（片山化学工業研究所）を使用していたのは悠香が製造を委託していたフェニックス社のみであり、他社の製造した製品では同様の症例は報告されていない。
その後被害者弁護団が結成され、全国15箇所の裁判所で悠香、フェニックス、片山化学工業研究所の3社に総額70億4千万円の損害賠償を求める集団訴訟に発展。悠香側は請求棄却を求めて争う姿勢を見せている。悠香側は裁判の弁論の中で、「アレルギーは体質や遺伝の問題であり、全ての使用者が発症するわけではない」「小麦アレルギーはパンを食べて発症することがあるので、アレルギー源としてはパンも石鹸と同様である」と述べ、商品の欠陥ではないと主張している。
2020年12月18日、男女20人が悠香、フェニックス、片山化学工業研究所に計約2億8千万円の損害賠償を求めた訴訟で、3社が解決金として計約1億1600万円と、3社が社会的・道義的責任を認め、遺憾の意を表明することで和解した。

## 茶のしずく問題のその後

### アレルギーの予後
茶のしずく石鹸アレルギーについては治癒する症例が多く出ており、6年で約半数が略治している。また、一部の治りにくい患者についても、2014年8月から開始された治療研究により、喘息治療薬オマリズマブ（商標:ゾレア）の投与により症状の改善効果が得られることが判っており、実際に治験でゾレア投与を受けた茶のしずく石鹸アレルギー患者は制限なく小麦を摂取できるようになっている。この治験の成果を受け、島根大学医学部附属病院で茶のしずく石鹸アレルギー患者に対するゾレア治療が開始予定であり、その治療費の全額が片山基金から支払われることになっている。

### 訴訟の状況
集団訴訟は、全国28か所の裁判所で提起されたが、2017年9月現在、20箇所の地裁で和解が成立している。和解に応じた原告は合計751名と提訴者の過半数に達した。これまでに悠香・フェニックスが支払った和解金は約10億5000万円となっている。
和解条件については、どの地裁でも大差ないようである。例えば、2015年12月14日に、初めて全原告との和解が成立した熊本地裁では、原告一人当たりの和解金は約150万円で、謝罪や被告らの法的責任は盛り込まれなかった。
2015年3月に最も早く一部の原告との和解が成立した鹿児島地裁（その後、2016年12月までに全原告が和解）では、原告一人当たりの和解金は約171万円。大規模な弁護団であった東京地裁でも既に118名の原告と和解が成立しており、一人当たりの和解金は約150万円と報じられている。原告各人の和解金額は、被害の程度により、高低があるとの情報である。この事件についての裁判所の対応は、全国的にほぼ固まったと言えよう。

ただし一部の原告は裁判を継続しており、2018年6月22日に東京地裁の23人による3億500万円の損害賠償請求に対して約3440万円の損害賠償の支払いを命じる判決が出たが、片山化学工業研究所の責任は認めなかった。
なお、原材料メーカーである片山化学工業研究所に対する裁判は、原告による取り下げ、または、放棄により終了している場合が殆どとのことである。
2020年12月18日、男女20人が悠香、フェニックス、片山化学工業研究所に計約2億8千万円の損害賠償を求めた訴訟で、3社が解決金として計約1億1600万円と、3社が社会的・道義的責任を認め、遺憾の意を表明することで和解した。
2022年11月15日現在、すべての裁判の和解が成立している。

## 悠香グループ各社
- 株式会社悠香 - 農薬不使用、有機JAS認定の茶葉成分を中心に天然成分を利用した基礎化粧品、医薬部外品、自然栄養補助食品の企画、開発、通信販売
- 株式会社Xena（ジーナ） - 化粧品、医薬部外品及び健康食品の企画、販売、広告制作及び顧客動向分析、マーケティング企画